# 费特韦斯
费特韦斯是德国北莱茵-威斯特法伦州的一个市镇。总面积83.15平方公里，总人口8948人，其中男性4492人，女性4456人（2011年12月31日），人口密度108人/平方公里。